# Theresa Berkley
Theresa Berkley o Berkeley (muerta en septiembre de 1836) fue una dominatrix británica del siglo XIX que regentó un burdel en Hallam Street, justo al este de Portland Place, Marylebone, Londres, especializado en flagelación. Es reconocida como la inventora del «chevalet» o «Berkley Horse», un aparato BDSM.

## Carrera como dominatrix

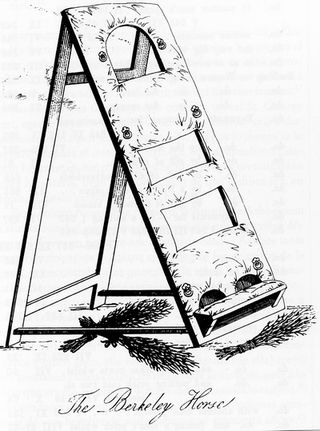
El Berkley Horse.

A partir de 1700, la flagelación, por ello llamada le vice anglais y posteriormente disciplina inglesa, se convirtió en un servicio habitual en la prostitución de alto estatus británica. Se considera que allí el castigo físico generalizado tanto en familia como en escuelas e internados causaba traumas en muchos, provocando en la edad adulta atracción sexual por el dolor, la humillación y los azotes.
Theresa Berkley dirigió un burdel de flagelación de clase alta primero en Soho Square y más tarde en 28 Charlotte Street (hoy  84–94 Hallam Street). Era una «institutriz», como entonces eran denominadas, especializada en castigo, azotes, flagelación, y similares. Inventó el «Bekley Horse», un aparato que, según se dice, le proporcionó una fortuna azotando a mujeres y hombres ricos de la época. No hay ninguna obra de arte describiendo el aspecto de Theresa Berkley, pero las descripciones ocasionales informan que era atractiva, con un carácter fuerte. Experta con todos los instrumentos de tortura, sus talentos eran altamente buscados por la aristocracia del momento. Era una maestra del arte de causar dolor para placer, y practicaba la privacidad absoluta para proteger a su clientela. Se decía que sus clientes eran tanto hombres como mujeres adinerados, y su carrera fue financieramente muy lucrativa. En sus cuarenta y nueve años de carrera, hasta su muerte, sus establecimientos nunca fueron allanados por la policía. Su fama era tal que se le atribuyó la novela pornográfica Exhibition of Female Flagellants (1830), probablemente falsamente.
Una antigua colega, Mary Wilson, escribió en el prólogo de su The Venus School-Misstress (1810) sobre ella:

"Ella poseía el primer requisito de una cortesana, a saber, lujuria; porque si una mujer es positivamente lujuriosa, no puede mantener la afectación y pronto se percibirá que mueve sus manos o sus glúteos al ritmo de libras, chelines y peniques."

## Citas relacionadas con sus acciones de dominación y tortura erótica
Según una fuente no identificada mencionada por Henry Spencer Ashbee:

"Sus instrumentos de tortura eran más numerosos que los de cualquier otra institutriz. Su suministro de abedul era extenso y se mantenía en agua, de modo que siempre era verde y flexible; tenía ejes con una docena de látigos en cada uno de ellos; una docena de gatos de nueve colas de diferentes tamaños, algunos con puntas de agujas trabajadas en ellos; varios tipos de bastones delgados que se doblaban; correas de cuero (....) Cepillos de acebo, cepillos de tojo, un árbol espinoso de hoja perenne, llamado arbusto de carnicero; y durante el verano, un vaso y jarrones de porcelana llenos de un suministro constante de ortigas verdes, con las que a menudo resucitaba a los muertos. Por lo tanto, en su tienda, quien fuera con mucho dinero, podría ser abedulizado, azotado, fustigado, pinchado con agujas, medio colgado, cepillado con acebo, cepillado con tojo, cepillado con arbusto de carnicero, picado con ortigas (...) flebotomizado y torturado hasta que tuviera el estómago lleno."

"Mrs Berkley también tiene en su segundo piso, un gancho y una polea unidos al techo, por los cuales puede colgar a un hombre por sus manos. Esta operación también está representada en sus memorias."

Disfrutaba de una cantidad segura de tortura causada por sus clientes, si estaban dispuestos a pagar su precio, pero también empleaba cierto número de mujeres para la tarea si el cliente deseaba causar más dolor del que ella estaba dispuesta a soportar. Como se refleja en la siguiente cita: 

"Para aquellos cuyo deseo es azotar a una mujer, ella misma se sometería hasta cierto punto; pero si eran glotones, ella tenía mujeres presentes que tomarían cualquier cantidad de latigazos que complaciera al azotador, siempre que él pagara un derecho ad valorem. Entre ellas se encontraban Miss Ring, Hannah Jones, Sally Taylor, Peg la Tuerta, Bauld-cunted Poll, y una chica negra, llamada Ebony Bet."

## Después de su muerte
Poco después de su muerte en 1836, su hermano, que había sido misionero 30 años en Australia, llegó a Inglaterra. Cuando se enteró de la fuente de la que había derivado todo lo que le había dejado, renunció a cualquier herencia, e inmediatamente regresó a Australia. Por defecto, la propiedad fue legada al doctor Vance, su asistente médico y albacea; pero se negó también a administrarla, y la propiedad entera, valorada en 100.000 libras, fue transferida a la Corona.
El doctor Vance quedó en posesión de su correspondencia, varias cajas, que según se rumoreaba contenía cartas de la más alta aristocracia, tanto hombres como mujeres. Las cartas fueron finalmente destruidas.

## Otras lecturas
- Ashbee, Henry Spencer (aka "Pisanus Fraxi") (1969) Index of Forbidden Books (escrito durante la década de 1880 como Index Librorum Prohibitorum). London, Sphere.
- Marcus, Steven (1966) The Others Victorians: a Study of Sexuality and Pornography in Mid-Nineteenth-Century England. London: Weidenfeld & Nicolson

- Datos: Q450230